# Ланге, Борис Николаевич
Борис Николаевич (Бернгардович) Ланге (1888, Москва — 1969, Москва) — советский скульптор, живописец, художник-керамист, педагог.

## Биография
Борис Ланге родился 2 (14) июня 1888 года в Москве в семье служащего, мещанина города Либавы Бернгарда Германовича Ланге, в середине XIX века переехавшего из Швеции в Россию. Своё отчество Борис Ланге позднее поменял на Николаевич.
В 1901 году окончил 3-е Серпуховское городское училище в Москве. В 1902 году был принят в Строгановское училище как «любитель рисования». В 1904/1905 учебном году был зачислен в 3 класс основного отделения. С 1907 года занимался в керамической мастерской у К. В. Орлова. По данным на 1913 год, был стипендиатом Долгорукова. В 1909 году получил звание учёного-рисовальщика, в 1914 году — художника с дипломом 2-й степени.
В 1911—1916 годах занимался педагогической деятельностью: преподавал на живописном отделении ремесленной школы имени Бахрушина и в Крестьянской гимназии. Также работал как художник-керамист. Работал на фарфорово-фаянсовой фабрике «Товарищества М. С. Кузнецова» в селе Дулёво и в Музее кустарных изделий, где изготавливал модели для керамики. Занимался иллюстрированием русских сказок (1915, издание Сытина). Выполнял лепные работы в Москве, Ростове и других городах. Принимал участие во множестве конкурсов художественной промышленности.
В 1916—1918 годах — на службе в царской армии. В 1918 году вступил в Союз деятелей прикладного искусства и художественной промышленности, стал сотрудником Кустарного музея и поступил в СГХМ (позднее — ВХУТЕМАС). Занимался скульптурой в офортных мастерских.
Затем с 1919 до 1920 года служил в Красной армии, принимал участие в Гражданской войне, преподавал графические дисциплины в военной школе.
В 1920—1923 годах вёл курс живописи и композиции на керамическом факультете ВХУТЕМАСа. С 1921 по 1932 год года работал в Институте кустарных промыслов, где заведовал лабораторией по обработке камня, дерева и керамики. Совместно с Н. Д. Бартрамом изготавливал игрушки. Активно занимался восстановлением кустарных промыслов. Вёл инструктаж на производстве. Работал над моделями для Гжельской керамики. Создал несколько образцов для Федоскинской артели живописцев. Расписывал берестяные туеса и деревянные резные изделия, с которыми принимал участие в выставках. После реорганизации Музея кустарных изделий в Научно-экспериментальный кустарный институт работал там до 1932 года. Написал несколько статей для 1-го издания Большой советской энциклопедии, посвящённых кустарной промышленности.
В середине 1920-х годов при консультации профессора П. И. Карузина работал над изданием анатомических таблиц, а также изготовил учебное пособие по пластической анатомии — фигуру в рост человека для массового распространения среди студентов медицинских вузов (Загорский музей).
В 1932—1950 годах преподавал в МХПУ им. М. И. Калинина. Был заведующим скульптурным отделением (камень, дерево, керамика), преподавал рисунок и скульптуру. В 1939—1952 годах преподавал в Московском институте прикладного и декоративного искусства (МИПИДИ). В 1947 году ему без защиты диссертации было присвоено звание доцента. С 1948 года исполнял обязанности заведующего кафедрой рисунка, а с 1951 года — кафедрой декоративной скульптуры. После ликвидации МИПИДИ с 1952 по 1962 год преподавал в Московском высшем художественно-промышленном училище академический рисунок. Параллельно продолжал заниматься керамикой, а также работал по камню, дереву и папье-маше. Занимался живописью и рисунком. Автор учебных программ для школ и училищ системы Промкооперации.
Как преподаватель академического рисования был приверженцем особого подхода к преподаванию, согласно которому основой рисунка должно быть конструктивное построение форы. Уделял большое внимание наброскам. Отмечал особую роль линейного рисования в наброске и в начале работы над рисунком.
Жил в Москве по адресу 2-й Песчаный переулок, дом 27 в квартире площадью 12 метров вместе с женой и сыном. Умер в 1969 году. Похоронен на Введенском кладбище (участок 11).
Выпускница МИПИДИ, скульптор О. М. Богданова, у которой Б. Н. Ланге преподавал композицию, вспоминала о нём: «Ланге был небольшого росточка, волосы у него так чуть-чуть пушились, и такой он был всегда отстраненный, весь в себе».

## Работы
- Декоративные керамические барельефы с изображением гербов Московской, Киевской, Воронежской и Полтавской губерний на здании Киевского вокзала в Москве (1913)[4][1][7]
- Роспись Белого, Римского залов и библиотеки Музея изящных искусств (1910—1913) (под руководством И. И. Нивинского)[4]
- Серия из 15 фарфоровых фигур «Народы России» по заказу Этнографического музея (1914 или 1916)[4]
- Фарфоровые статуэтки «Богатырь»[12], «Викинг» и другие фигурки в фарфоре и майолике, как массовые, так и уникальные (1923—1928)[4]
- Упоры для книг «Перс с мечом», «Персиянка с музыкальным инструментом» (1923—1928; совместно с Н. В. Крандиевской)[4]
- Рисунки и фигурки национальностей республик СССР[1][13]
- Образцы федоскинских шкатулок, табакерок и портсигаров[14]

### Живописные произведения
- «Елизаветино в Покровском-Стрешневе» (1918)[3]
- «Убежище». Артель инвалидов первой мировой войны во Всехсвятском (1918)[2]
- «Натюрморт с керамическим ковшом работы автора» (1919)[2]
- «Башня ограды кн. Шаховской в Покровском-Стрешневе» (1922)[2]
- «Портрет художника М. М. Тарханова» (1932)[2]
- «Река Истра в Бабкине. Чеховские места» (1935)[3]
- «У стен Нового Иерусалима» (1935)[3]
- «Весна во Всехсвятском» (1936)[3]
- «Автопортрет» (1940)[3]

### Графика
- Сын спящий (1926)[2]
- Мордовская жница (из серии «Народы России», 1920-е)[2]
- Дама с розой. Композиция на тему старинного портрета (1920-е)[2]
- Маскарадный костюм (из серии «Костюмы», 1920-е)[2]
- Серия эскизов фарфоровой посуды (сервиз с росписью на тему охоты; 1930-е; ГМК)[4]
- Серия эскизов на тему охоты (1930-е; ГМК)[4]
- Коктебель. Лягушачья бухта (1930)[2]
- В деревне (1931)[2]
- Теберда. По дороге в Домбай (1938)[2]
- Цветы (1940)[2]

## Участие в выставках
- Международная строительно-художественная выставка в Санкт-Петербурге (1908; экспонировались 2 вазочки и ваза)[4]
- Всероссийская выставка в Киеве (1913)[4]
- Выставка в помощь Поволжью (1923, почётный диплом)[4]
- Всероссийская сельскохозяйственная и кустарно-промышленная выставка в Москве (1923)[1]
- Международная выставка декоративного искусства и художественной промышленности в Париже (1925, золотая и серебряная медали за работу в области декоративно-прикладного искусства)[1]
- Международная выставка художественной промышленности и декоративных искусств[англ.] в Монце-Милане (1927, почётный диплом)[1][3]
- Выставка «10 лет Октября» в Москве (1927, диплом)[1]
- Выставка художественной промышленности в Риге (1929)[1]
- Выставка «20 лет Октября» в Москве (1937, диплом)[1]

## Семья
- Жена — Елизавета Ивановна Ланге (1881—1973)[15][11]
  - Сын — Александр Борисович Ланге (1921—1996) — советский акаролог[11]
    - Внучка — Мария Александровна Ланге (1946—2005), доцент кафедры цитологии и гистологии МГУ[5][11]
    - Внук Антон Ланге (р.1963 г.), знаменитый российский фотограф, автор проектов «Россия из окна поезда», Хребет. «Кавказ от моря до моря», «Биостанция» 
      - Два правнука[5]
      - Одна правнучка

## Награды
- Медаль «За оборону Москвы»[4]
- Медаль «В память 800-летия Москвы»[4]